# Chen Zi'ang
Chen Zi'ang (n. 661 - d. 702) a fost un poet chinez.
Prin eseurile sale teoretice, în care promovează arta realistă, a fost un reformator al artei poetice chineze din epoca Tang.

## Opera
Lirica sa este mai ales autobiografică.
Se remarcă scrierile: Emoții ("Gan yu shi") și Când mă voi urca în turn ("Deng Youzhoutai ge").